# Kerk van de betrouwbare Maagd Maria
De Kerk van de Betrouwbare Maagd Maria (Duits: Maria Treu Kirche) is een kerkgebouw te Wenen uit het einde van de 17e eeuw. De kerk werd gebouwd in 1698 door de paters van de Piaristenorde.

## Geschiedenis en beschrijving

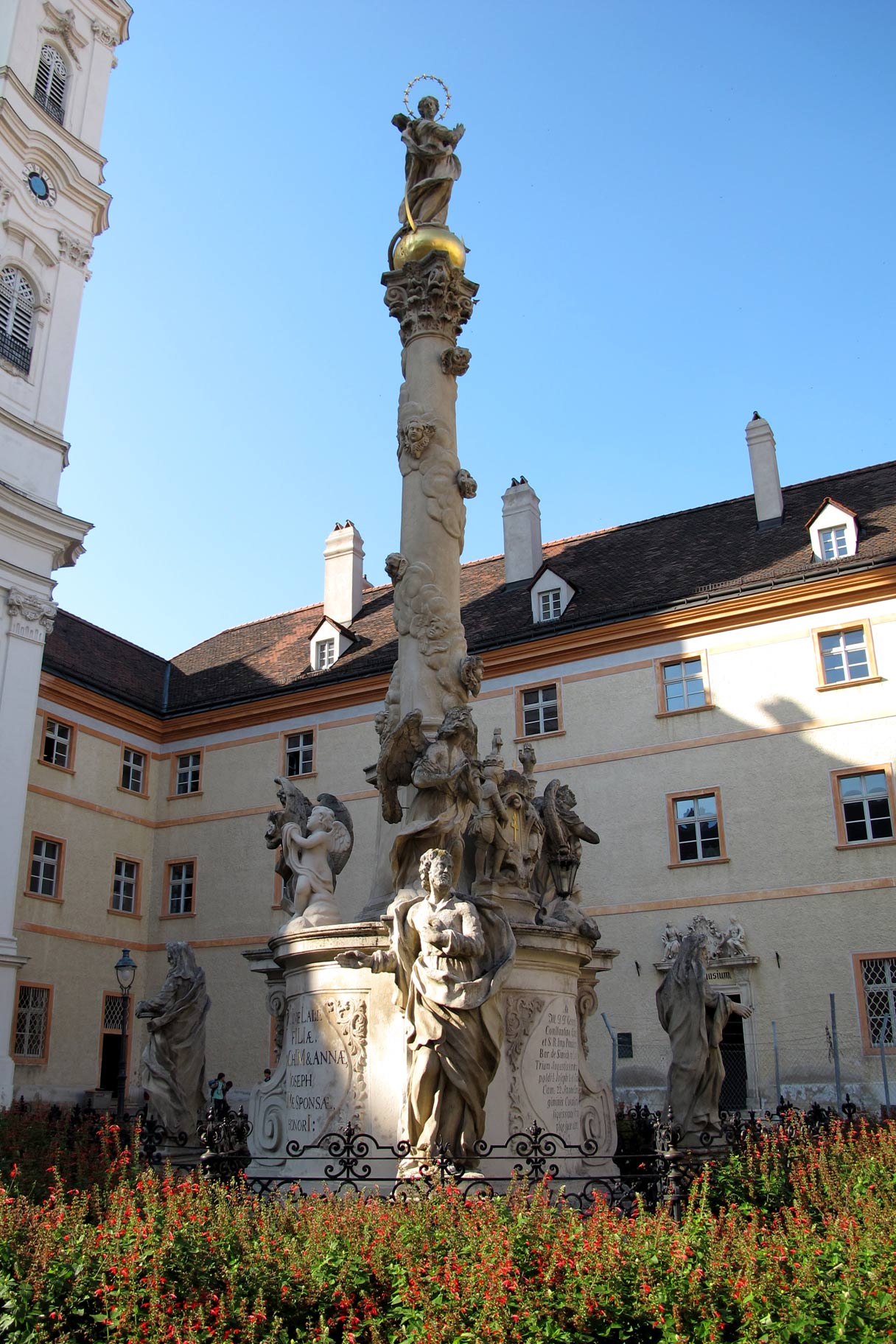
Mariazuil

De kerk werd ontworpen en verbouwd door  Johann Lucas van Hildebrand in 1716. Ook werd de kerk nogmaals verbouwd in 1750 onder leiding van Matthias Gerl. De twee torens aan de voorgevel werden voltooid in 1854.
Het interieur van de kerk heeft fresco’s aan het plafond uit 1752 en 1753, van de grote Oostenrijkse schilder Franz Anton Maulbertsch.  De kapel meteen links van het koor bevat ook een altaarstuk van de kruisiging van Jezus, dat door dezelfde schilder is geschilderd, uit 1774.
Op het plein voor de kerk staat een grote barokke pilaar met daarbovenop een standbeeld van Maria. Op de voet van de pilaar staan diverse beelden van engelen en heiligen. Deze zuil is er neergezet naar aanleiding van de grote pestepidemie die in 1713 in de stad had gewoed.
De Piaristenkerk werd in 1949 verheven tot basilica minor.